# Classic Bruges-La Panne 2021
La 45e édition de la Classic Bruges-La Panne (officiellement nommée Oxyclean Classic Brugge-De Panne et précédemment appelée les Trois Jours de La Panne) a lieu le 24 mars 2021. Elle fait partie du calendrier UCI World Tour 2021 et se déroule entre Bruges et La Panne. Elle est remportée par l'Irlandais Sam Bennett.

## Présentation

### Parcours
Le parcours est tracé sous la forme d'un trajet simple entre Bruges et Furnes puis d'un circuit plat de 46 kilomètres entre Furnes et La Panne. La boucle finale est à effectuer à trois reprises, pour un total de 203,9 kilomètres. L’arrivée est jugée sur la Veurnestraat à La Panne au bout d'une dernière ligne droite de 700 m.

### Équipes
Classée en catégorie UCI World Tour 2021, la course est par conséquent ouverte à toutes les équipes WorldTeams et à des ProTeams sur invitation.
| WorldTeams (17)- AG2R Citroën Team - Astana-Premier Tech - Bahrain Victorious - Bora-Hansgrohe - Cofidis - Deceuninck-Quick Step - Groupama-FDJ - Intermarché-Wanty-Gobert Matériaux - Israel Start-Up Nation - Jumbo-Visma - Lotto Soudal - Movistar Team - Team BikeExchange - Team DSM - Qhubeka Assos - Trek-Segafredo - UAE Team Emirates ProTeams (8)- Alpecin-Fenix - Arkéa-Samsic - B&B Hotels p/b KTM - Bingoal-WB - Sport Vlaanderen-Baloise - Total Direct Énergie - Uno-X Pro Cycling Team - Vini Zabù |
| |

## Favoris
Les coureurs les plus souvent cités pour la victoire à La Panne sont des sprinteurs. L'Irlandais Sam Bennett à l'avantage d'appartenir à l'équipe de Deceuninck-Quick Step qui pourrait emmener le sprint pour lui. Les autres favoris sont le Colombien Fernando Gaviria (UAE Team Emirates), les Italiens Elia Viviani (Cofidis), Giacomo Nizzolo (Team Qhubeka-ASSOS) et Sonny Colbrelli (Bahrain Victorious), les Français Bryan Coquard (B&B Hotels p/b KTM), Arnaud Démare (Groupama-FDJ) et Nacer Bouhanni (Arkea-Samsic) , les Allemands Pascal Ackermann (BORA-hansgrohe) et André Greipel (Israel Start-Up Nation), le Néerlandais Cees Bol (DSM) ainsi que le Belge de l'équipe Alpecin-Fenix Jasper Philipsen.

## Déroulement de la course
Le final de la course est ponctué par les attaques de deux jeunes Belges de l'équipe Lotto-Soudal. Le premier à passer à l'offensive est Brent Van Moer qui fausse compagnie au peloton à une vingtaine de kilomètres de l'arrivée lors de la dernière traversée de la ville de Furnes. Son avance plafonne à 20 secondes et il est repris à 12 kilomètres de La Panne. Le second à s'extirper du peloton est Tosh Van der Sande qui démarre à deux kilomètres de l'arrivée mais est rattrapé juste après la flamme rouge. Bien emmené par ses équipiers de Deceuninck-Quick Step Bert Van Lerberghe puis Michael Mørkøv, l'Irlandais Sam Bennett s'impose facilement devant le Belge Jasper Philipsen et l'Allemand Pascal Ackermann.

## Classement
| \| Classement général \| Classement général \| Classement général \| Classement général \| Classement général \| \| Coureur \| Coureur \| Pays \| Équipe \| Temps \| \| ------------------ \| --------------------- \| ------------------ \| ---------------------- \| ------------------ \| \| 1er \| Sam Bennett \| Irlande \| Deceuninck-Quick Step \| 4 h 27 min 40 s \| \| 2e \| Jasper Philipsen \| Belgique \| Alpecin-Fenix \| + 0 s \| \| 3e \| Pascal Ackermann \| Allemagne \| Bora-Hansgrohe \| + 0 s \| \| 4e \| Giacomo Nizzolo \| Italie \| Qhubeka Assos \| + 0 s \| \| 5e \| Timothy Dupont \| Belgique \| Bingoal-WB \| + 0 s \| \| 6e \| Hugo Hofstetter \| France \| Israel Start-Up Nation \| + 0 s \| \| 7e \| Cees Bol \| Pays-Bas \| Team DSM \| + 0 s \| \| 8e \| Michael Mørkøv \| Danemark \| Deceuninck-Quick Step \| + 0 s \| \| 9e \| Elia Viviani \| Italie \| Cofidis \| + 0 s \| \| 10e \| Stanisław Aniołkowski \| Pologne \| Bingoal-WB \| + 0 s \| |                       |           |                        |                 |
| |                       |           |                        |                 |
| Source : ProCyclingStats |                       |           |                        |                 |
| Classement général |                       |           |                        |                 |
| Coureur | Coureur               | Pays      | Équipe                 | Temps           |
| 1er | Sam Bennett           | Irlande   | Deceuninck-Quick Step  | 4 h 27 min 40 s |
| 2e | Jasper Philipsen      | Belgique  | Alpecin-Fenix          | + 0 s           |
| 3e | Pascal Ackermann      | Allemagne | Bora-Hansgrohe         | + 0 s           |
| 4e | Giacomo Nizzolo       | Italie    | Qhubeka Assos          | + 0 s           |
| 5e | Timothy Dupont        | Belgique  | Bingoal-WB             | + 0 s           |
| 6e | Hugo Hofstetter       | France    | Israel Start-Up Nation | + 0 s           |
| 7e | Cees Bol              | Pays-Bas  | Team DSM               | + 0 s           |
| 8e | Michael Mørkøv        | Danemark  | Deceuninck-Quick Step  | + 0 s           |
| 9e | Elia Viviani          | Italie    | Cofidis                | + 0 s           |
| 10e | Stanisław Aniołkowski | Pologne   | Bingoal-WB             | + 0 s           |

### Classements UCI
La course attribue des points au Classement mondial UCI 2021 selon le barème suivant.
| Position           | 1er | 2e  | 3e  | 4e  | 5e  | 6e  | 7e | 8e | 9e | 10e | 11e | 12e | 13e | 14e | 15e à 20e | 21e à 30e | 31e à 50e | 51e à 55e | 56e à 60e |
| Classement général | 300 | 250 | 215 | 175 | 120 | 115 | 95 | 75 | 60 | 50  | 40  | 35  | 30  | 25  | 20        | 12        | 5         | 2         | 1         |

## Liste des participants
| Légende | Légende                                                                           | Légende | Légende                                                    |
| ------- | --------------------------------------------------------------------------------- | ------- | ---------------------------------------------------------- |
| Num     | Dossard de départ porté par le coureur sur cette Oxyclean Classic Brugge-De Panne | Pos     | Position à l'arrivée de la course                          |
|         | Indique un maillot de champion national ou mondial, suivi de sa spécialité        | NP      | Indique un coureur qui n'a pas pris le départ de la course |
| AB      | Indique un coureur qui n'a pas terminé la course                                  | HD      | Indique un coureur qui a terminé la course hors des délais |

| Deceuninck-Quick Step DQT | Deceuninck-Quick Step DQT | Deceuninck-Quick Step DQT |
| ------------------------- | ------------------------- | ------------------------- |
| Num                       | Coureur                   | Pos                       |
| 1                         | Sam Bennett (IRL)         | 1er                       |
| 2                         | Michael Mørkøv (DEN)      | 8e                        |
| 3                         | Tim Declercq (BEL)        | AB                        |
| 4                         | Álvaro Hodeg (COL)        | 116e                      |
| 5                         | Stijn Steels (BEL)        | 135e                      |
| 6                         | Florian Sénéchal (FRA)    | 72e                       |
| 7                         | Bert Van Lerberghe (BEL)  | 28e                       |

| Alpecin-Fenix AFC | Alpecin-Fenix AFC      | Alpecin-Fenix AFC |
| ----------------- | ---------------------- | ----------------- |
| Num               | Coureur                | Pos               |
| 11                | Jasper Philipsen (BEL) | 2e                |
| 12                | Jimmy Janssens (BEL)   | 153e              |
| 13                | Senne Leysen (BEL)     | 122e              |
| 14                | Lionel Taminiaux (BEL) | 49e               |
| 15                | Jonas Rickaert (BEL)   | 33e               |
| 16                | Oscar Riesebeek (NED)  | 129e              |
| 17                | Scott Thwaites (GBR)   | 128e              |

| Trek-Segafredo TFS | Trek-Segafredo TFS     | Trek-Segafredo TFS |
| ------------------ | ---------------------- | ------------------ |
| Num                | Coureur                | Pos                |
| 21                 | Edward Theuns (BEL)    | 35e                |
| 22                 | Koen de Kort (NED)     | 86e                |
| 23                 | Jakob Egholm (DEN)     | AB                 |
| 24                 | Kiel Reijnen (USA)     | 154e               |
| 25                 | Emīls Liepiņš (LAT)    | 52e                |
| 26                 | Matteo Moschetti (ITA) | 19e                |
| 27                 | Ryan Mullen (IRL)      | 82e                |

| Bahrain Victorious TBV | Bahrain Victorious TBV  | Bahrain Victorious TBV |
| ---------------------- | ----------------------- | ---------------------- |
| Num                    | Coureur                 | Pos                    |
| 31                     | Sonny Colbrelli (ITA)   | 16e                    |
| 32                     | Marco Haller (AUT)      | 114e                   |
| 33                     | Feng Chun-kai (TPE)     | AB                     |
| 34                     | Heinrich Haussler (AUS) | AB                     |
| 35                     | Fred Wright (GBR)       | 146e                   |
| 36                     | Jonathan Milan (ITA)    | 103e                   |
| 37                     | Marcel Sieberg (GER)    | 83e                    |

| UAE Team Emirates UAD | UAE Team Emirates UAD      | UAE Team Emirates UAD |
| --------------------- | -------------------------- | --------------------- |
| Num                   | Coureur                    | Pos                   |
| 41                    | Fernando Gaviria (COL)     | 14e                   |
| 42                    | Mikkel Bjerg (DEN)         | 34e                   |
| 43                    | Ryan Gibbons (RSA) (route) | 37e                   |
| 44                    | Vegard Stake Laengen (NOR) | 100e                  |
| 45                    | Marco Marcato (ITA)        | 144e                  |
| 46                    | Rui Oliveira (POR)         | 158e                  |
| 47                    | Maximiliano Richeze (ARG)  | 98e                   |

| AG2R Citroën Team ACT | AG2R Citroën Team ACT | AG2R Citroën Team ACT |
| --------------------- | --------------------- | --------------------- |
| Num                   | Coureur               | Pos                   |
| 51                    | Julien Duval (FRA)    | 47e                   |
| 52                    | Alexis Gougeard (FRA) | 134e                  |
| 53                    | Anthony Jullien (FRA) | 38e                   |
| 54                    | Lawrence Naesen (BEL) | 25e                   |
| 55                    | Marc Sarreau (FRA)    | 43e                   |
| 56                    | Damien Touzé (FRA)    | 68e                   |
| 57                    | Gijs Van Hoecke (BEL) | 20e                   |

| Bora-Hansgrohe BOH | Bora-Hansgrohe BOH        | Bora-Hansgrohe BOH |
| ------------------ | ------------------------- | ------------------ |
| Num                | Coureur                   | Pos                |
| 61                 | Pascal Ackermann (GER)    | 3e                 |
| 62                 | Patrick Gamper (AUT)      | 137e               |
| 63                 | Martin Laas (EST)         | 30e                |
| 64                 | Lukas Pöstlberger (AUT)   | 152e               |
| 65                 | Juraj Sagan (SVK) (route) | 41e                |
| 66                 | Michael Schwarzmann (GER) | 87e                |
| 67                 | Rüdiger Selig (GER)       | 55e                |

| Israel Start-Up Nation ISN | Israel Start-Up Nation ISN  | Israel Start-Up Nation ISN |
| -------------------------- | --------------------------- | -------------------------- |
| Num                        | Coureur                     | Pos                        |
| 71                         | André Greipel (GER)         | 115e                       |
| 72                         | Rick Zabel (GER)            | 23e                        |
| 73                         | Jenthe Biermans (BEL)       | 59e                        |
| 74                         | Alexis Renard (FRA)         | 73e                        |
| 75                         | Hugo Hofstetter (FRA)       | 6e                         |
| 76                         | Norman Vahtra (EST) (route) | 69e                        |
| 77                         | Tom Van Asbroeck (BEL)      | 48e                        |

| Astana-Premier Tech APT | Astana-Premier Tech APT | Astana-Premier Tech APT |
| ----------------------- | ----------------------- | ----------------------- |
| Num                     | Coureur                 | Pos                     |
| 81                      | Dmitriy Gruzdev (KAZ)   | 121e                    |
| 82                      | Yevgeniy Gidich (KAZ)   | 22e                     |
| 83                      | Yevgeniy Fedorov (KAZ)  | 44e                     |
| 84                      | Hugo Houle (CAN)        | NP                      |
| 85                      | Davide Martinelli (ITA) | 88e                     |
| 86                      | Benjamin Perry (CAN)    | 60e                     |
| 87                      | Artyom Zakharov (KAZ)   | 36e                     |

| Jumbo-Visma TJV | Jumbo-Visma TJV            | Jumbo-Visma TJV |
| --------------- | -------------------------- | --------------- |
| Num             | Coureur                    | Pos             |
| 91              | David Dekker (NED)         | 27e             |
| 92              | Pascal Eenkhoorn (NED)     | 147e            |
| 93              | Olav Kooij (NED)           | 74e             |
| 94              | Christoph Pfingsten (GER)  | 99e             |
| 95              | Jos van Emden (NED)        | 113e            |
| 96              | Nathan Van Hooydonck (BEL) | 119e            |
| 97              | Maarten Wynants (BEL)      | 120e            |

| Lotto-Soudal LTS | Lotto-Soudal LTS         | Lotto-Soudal LTS |
| ---------------- | ------------------------ | ---------------- |
| Num              | Coureur                  | Pos              |
| 101              | Sébastien Grignard (BEL) | 110e             |
| 102              | Stefano Oldani (ITA)     | 65e              |
| 103              | Harry Sweeny (AUS)       | NP               |
| 104              | Gerben Thijssen (BEL)    | 155e             |
| 105              | Tosh Van der Sande (BEL) | 78e              |
| 106              | Brent Van Moer (BEL)     | 109e             |
| 107              | Florian Vermeersch (BEL) | 15e              |

| Intermarché-Wanty-Gobert Matériaux IWG | Intermarché-Wanty-Gobert Matériaux IWG | Intermarché-Wanty-Gobert Matériaux IWG |
| -------------------------------------- | -------------------------------------- | -------------------------------------- |
| Num                                    | Coureur                                | Pos                                    |
| 111                                    | Ludwig De Winter (BEL)                 | 89e                                    |
| 112                                    | Jasper De Plus (BEL)                   | AB                                     |
| 113                                    | Danny van Poppel (NED)                 | 63e                                    |
| 114                                    | Kévin Van Melsen (BEL)                 | 96e                                    |
| 115                                    | Boy van Poppel (NED)                   | 75e                                    |
| 116                                    | Riccardo Minali (ITA)                  | 79e                                    |
| 117                                    | Pieter Vanspeybrouck (BEL)             | 107e                                   |

| Cofidis COF | Cofidis COF             | Cofidis COF |
| ----------- | ----------------------- | ----------- |
| Num         | Coureur                 | Pos         |
| 121         | Elia Viviani (ITA)      | 9e          |
| 122         | Tom Bohli (SUI)         | 101e        |
| 123         | Simone Consonni (ITA)   | 40e         |
| 124         | Piet Allegaert (BEL)    | 106e        |
| 125         | Kenneth Vanbilsen (BEL) | 77e         |
| 126         | Fabio Sabatini (ITA)    | 76e         |
| 127         | Szymon Sajnok (POL)     | 130e        |

| Team DSM DSM | Team DSM DSM             | Team DSM DSM |
| ------------ | ------------------------ | ------------ |
| Num          | Coureur                  | Pos          |
| 131          | Cees Bol (NED)           | 7e           |
| 132          | Joris Nieuwenhuis (NED)  | 142e         |
| 133          | Alberto Dainese (ITA)    | 64e          |
| 134          | Nico Denz (GER)          | 151e         |
| 135          | Niklas Märkl (GER)       | 45e          |
| 136          | Martin Salmon (GER)      | 157e         |
| 137          | Andreas Leknessund (NOR) | 132e         |

| Groupama-FDJ GFC | Groupama-FDJ GFC            | Groupama-FDJ GFC |
| ---------------- | --------------------------- | ---------------- |
| Num              | Coureur                     | Pos              |
| 141              | Arnaud Démare (FRA) (route) | 29e              |
| 142              | Jake Stewart (GBR)          | 145e             |
| 143              | Alexys Brunel (FRA)         | AB               |
| 144              | Olivier Le Gac (FRA)        | 143e             |
| 145              | Fabian Lienhard (SUI)       | 108e             |
| 146              | Jacopo Guarnieri (ITA)      | 70e              |
| 147              | Ramon Sinkeldam (NED)       | 71e              |

| BikeExchange BEX | BikeExchange BEX          | BikeExchange BEX |
| ---------------- | ------------------------- | ---------------- |
| Num              | Coureur                   | Pos              |
| 151              | Alexander Konychev (ITA)  | 24e              |
| 152              | Alexander Edmondson (AUS) | 102e             |
| 155              | Jack Bauer (NZL)          | 51e              |
| 156              | Luka Mezgec (SLO)         | 32e              |
| 157              | Barnabás Peák (HUN)       | 94e              |

| Movistar Team MOV | Movistar Team MOV      | Movistar Team MOV |
| ----------------- | ---------------------- | ----------------- |
| Num               | Coureur                | Pos               |
| 161               | Gonzalo Serrano (ESP)  | 53e               |
| 162               | Imanol Erviti (ESP)    | 62e               |
| 163               | Gabriel Cullaigh (GBR) | 39e               |
| 164               | Juri Hollmann (GER)    | 61e               |
| 165               | Johan Jacobs (SUI)     | 67e               |
| 166               | Lluís Mas (ESP)        | 46e               |
| 167               | Sebastián Mora (ESP)   | AB                |

| Qhubeka Assos TQA | Qhubeka Assos TQA             | Qhubeka Assos TQA |
| ----------------- | ----------------------------- | ----------------- |
| Num               | Coureur                       | Pos               |
| 171               | Giacomo Nizzolo (ITA) (route) | 4e                |
| 172               | Bert-Jan Lindeman (NED)       | 92e               |
| 173               | Lasse Norman Leth (DEN)       | 112e              |
| 174               | Matteo Pelucchi (ITA)         | 93e               |
| 175               | Andreas Stokbro (DEN)         | 111e              |
| 176               | Max Walscheid (GER)           | 26e               |
| 177               | Łukasz Wiśniowski (POL)       | 123e              |

| Arkéa-Samsic ARK | Arkéa-Samsic ARK        | Arkéa-Samsic ARK |
| ---------------- | ----------------------- | ---------------- |
| Num              | Coureur                 | Pos              |
| 181              | Nacer Bouhanni (FRA)    | AB               |
| 182              | Daniel McLay (GBR)      | 17e              |
| 183              | Benjamin Declercq (BEL) | 81e              |
| 184              | Donavan Grondin (FRA)   | 57e              |
| 185              | Christophe Noppe (BEL)  | 127e             |
| 186              | Connor Swift (GBR)      | 66e              |
| 187              | Clément Russo (FRA)     | 11e              |

| Total Direct Énergie TDE | Total Direct Énergie TDE   | Total Direct Énergie TDE |
| ------------------------ | -------------------------- | ------------------------ |
| Num                      | Coureur                    | Pos                      |
| 191                      | Edvald Boasson Hagen (NOR) | 125e                     |
| 192                      | Damien Gaudin (FRA)        | 141e                     |
| 193                      | Geoffrey Soupe (FRA)       | 156e                     |
| 194                      | Florian Maitre (FRA)       | 133e                     |
| 195                      | Adrien Petit (FRA)         | 150e                     |
| 196                      | Dries Van Gestel (BEL)     | 50e                      |
| 197                      | Lorrenzo Manzin (FRA)      | 12e                      |

| Sport Vlaanderen-Baloise SVB | Sport Vlaanderen-Baloise SVB | Sport Vlaanderen-Baloise SVB |
| ---------------------------- | ---------------------------- | ---------------------------- |
| Num                          | Coureur                      | Pos                          |
| 201                          | Robbe Ghys (BEL)             | 136e                         |
| 202                          | Arne Marit (BEL)             | 21e                          |
| 203                          | Jens Reynders (BEL)          | 58e                          |
| 204                          | Fabio Van den Bossche (BEL)  | 139e                         |
| 205                          | Ruben Apers (BEL)            | 84e                          |
| 206                          | Jordi Warlop (BEL)           | 31e                          |
| 207                          | Sasha Weemaes (BEL)          | 104e                         |

| Bingoal-WB BWB | Bingoal-WB BWB                      | Bingoal-WB BWB |
| -------------- | ----------------------------------- | -------------- |
| Num            | Coureur                             | Pos            |
| 211            | Timothy Dupont (BEL)                | 5e             |
| 212            | Stanisław Aniołkowski (POL) (route) | 10e            |
| 213            | Laurenz Rex (BEL)                   | 95e            |
| 214            | Ludovic Robeet (BEL)                | 149e           |
| 215            | Joël Suter (SUI)                    | 138e           |
| 216            | Jonas Castrique (BEL)               | 97e            |
| 217            | Sean De Bie (BEL)                   | AB             |

| B&B Hotels p/b KTM BBK | B&B Hotels p/b KTM BBK | B&B Hotels p/b KTM BBK |
| ---------------------- | ---------------------- | ---------------------- |
| Num                    | Coureur                | Pos                    |
| 221                    | Jens Debusschere (BEL) | 56e                    |
| 222                    | Nicola Bagioli (ITA)   | 117e                   |
| 223                    | Bert De Backer (BEL)   | 118e                   |
| 224                    | Bryan Coquard (FRA)    | 140e                   |
| 225                    | Jérémy Lecroq (FRA)    | 13e                    |
| 226                    | Julien Morice (FRA)    | 131e                   |
| 227                    | Luca Mozzato (ITA)     | 148e                   |

| Uno-X Pro Cycling Team UXT | Uno-X Pro Cycling Team UXT  | Uno-X Pro Cycling Team UXT |
| -------------------------- | --------------------------- | -------------------------- |
| Num                        | Coureur                     | Pos                        |
| 231                        | Kristoffer Halvorsen (NOR)  | 18e                        |
| 232                        | Frederik Rodenberg (DEN)    | AB                         |
| 233                        | Niklas Larsen (DEN)         | NP                         |
| 234                        | Erik Nordsæter Resell (NOR) | 91e                        |
| 235                        | Anders Skaarseth (NOR)      | AB                         |
| 236                        | Rasmus Tiller (NOR)         | 90e                        |
| 237                        | Syver Wærsted (NOR)         | 124e                       |

| Vini Zabù THR | Vini Zabù THR            | Vini Zabù THR |
| ------------- | ------------------------ | ------------- |
| Num           | Coureur                  | Pos           |
| 241           | Andrea Di Renzo (ITA)    | 126e          |
| 242           | Roberto González (PAN)   | 54e           |
| 243           | Joab Schneiter (SUI)     | 105e          |
| 244           | Leonardo Tortomasi (ITA) | 85e           |
| 245           | Jan Petelin (LUX)        | 42e           |
| 246           | Wout van Elzakker (NED)  | AB            |
| 247           | Etienne van Empel (NED)  | 80e           |

| Deceuninck-Quick Step DQT | Deceuninck-Quick Step DQT | Deceuninck-Quick Step DQT |
| ------------------------- | ------------------------- | ------------------------- |
| Num                       | Coureur                   | Pos                       |
| 1                         | Sam Bennett (IRL)         | 1er                       |
| 2                         | Michael Mørkøv (DEN)      | 8e                        |
| 3                         | Tim Declercq (BEL)        | AB                        |
| 4                         | Álvaro Hodeg (COL)        | 116e                      |
| 5                         | Stijn Steels (BEL)        | 135e                      |
| 6                         | Florian Sénéchal (FRA)    | 72e                       |
| 7                         | Bert Van Lerberghe (BEL)  | 28e                       |

| Alpecin-Fenix AFC | Alpecin-Fenix AFC      | Alpecin-Fenix AFC |
| ----------------- | ---------------------- | ----------------- |
| Num               | Coureur                | Pos               |
| 11                | Jasper Philipsen (BEL) | 2e                |
| 12                | Jimmy Janssens (BEL)   | 153e              |
| 13                | Senne Leysen (BEL)     | 122e              |
| 14                | Lionel Taminiaux (BEL) | 49e               |
| 15                | Jonas Rickaert (BEL)   | 33e               |
| 16                | Oscar Riesebeek (NED)  | 129e              |
| 17                | Scott Thwaites (GBR)   | 128e              |

| Trek-Segafredo TFS | Trek-Segafredo TFS     | Trek-Segafredo TFS |
| ------------------ | ---------------------- | ------------------ |
| Num                | Coureur                | Pos                |
| 21                 | Edward Theuns (BEL)    | 35e                |
| 22                 | Koen de Kort (NED)     | 86e                |
| 23                 | Jakob Egholm (DEN)     | AB                 |
| 24                 | Kiel Reijnen (USA)     | 154e               |
| 25                 | Emīls Liepiņš (LAT)    | 52e                |
| 26                 | Matteo Moschetti (ITA) | 19e                |
| 27                 | Ryan Mullen (IRL)      | 82e                |

| Bahrain Victorious TBV | Bahrain Victorious TBV  | Bahrain Victorious TBV |
| ---------------------- | ----------------------- | ---------------------- |
| Num                    | Coureur                 | Pos                    |
| 31                     | Sonny Colbrelli (ITA)   | 16e                    |
| 32                     | Marco Haller (AUT)      | 114e                   |
| 33                     | Feng Chun-kai (TPE)     | AB                     |
| 34                     | Heinrich Haussler (AUS) | AB                     |
| 35                     | Fred Wright (GBR)       | 146e                   |
| 36                     | Jonathan Milan (ITA)    | 103e                   |
| 37                     | Marcel Sieberg (GER)    | 83e                    |

| UAE Team Emirates UAD | UAE Team Emirates UAD      | UAE Team Emirates UAD |
| --------------------- | -------------------------- | --------------------- |
| Num                   | Coureur                    | Pos                   |
| 41                    | Fernando Gaviria (COL)     | 14e                   |
| 42                    | Mikkel Bjerg (DEN)         | 34e                   |
| 43                    | Ryan Gibbons (RSA) (route) | 37e                   |
| 44                    | Vegard Stake Laengen (NOR) | 100e                  |
| 45                    | Marco Marcato (ITA)        | 144e                  |
| 46                    | Rui Oliveira (POR)         | 158e                  |
| 47                    | Maximiliano Richeze (ARG)  | 98e                   |

| AG2R Citroën Team ACT | AG2R Citroën Team ACT | AG2R Citroën Team ACT |
| --------------------- | --------------------- | --------------------- |
| Num                   | Coureur               | Pos                   |
| 51                    | Julien Duval (FRA)    | 47e                   |
| 52                    | Alexis Gougeard (FRA) | 134e                  |
| 53                    | Anthony Jullien (FRA) | 38e                   |
| 54                    | Lawrence Naesen (BEL) | 25e                   |
| 55                    | Marc Sarreau (FRA)    | 43e                   |
| 56                    | Damien Touzé (FRA)    | 68e                   |
| 57                    | Gijs Van Hoecke (BEL) | 20e                   |

| Bora-Hansgrohe BOH | Bora-Hansgrohe BOH        | Bora-Hansgrohe BOH |
| ------------------ | ------------------------- | ------------------ |
| Num                | Coureur                   | Pos                |
| 61                 | Pascal Ackermann (GER)    | 3e                 |
| 62                 | Patrick Gamper (AUT)      | 137e               |
| 63                 | Martin Laas (EST)         | 30e                |
| 64                 | Lukas Pöstlberger (AUT)   | 152e               |
| 65                 | Juraj Sagan (SVK) (route) | 41e                |
| 66                 | Michael Schwarzmann (GER) | 87e                |
| 67                 | Rüdiger Selig (GER)       | 55e                |

| Israel Start-Up Nation ISN | Israel Start-Up Nation ISN  | Israel Start-Up Nation ISN |
| -------------------------- | --------------------------- | -------------------------- |
| Num                        | Coureur                     | Pos                        |
| 71                         | André Greipel (GER)         | 115e                       |
| 72                         | Rick Zabel (GER)            | 23e                        |
| 73                         | Jenthe Biermans (BEL)       | 59e                        |
| 74                         | Alexis Renard (FRA)         | 73e                        |
| 75                         | Hugo Hofstetter (FRA)       | 6e                         |
| 76                         | Norman Vahtra (EST) (route) | 69e                        |
| 77                         | Tom Van Asbroeck (BEL)      | 48e                        |

| Astana-Premier Tech APT | Astana-Premier Tech APT | Astana-Premier Tech APT |
| ----------------------- | ----------------------- | ----------------------- |
| Num                     | Coureur                 | Pos                     |
| 81                      | Dmitriy Gruzdev (KAZ)   | 121e                    |
| 82                      | Yevgeniy Gidich (KAZ)   | 22e                     |
| 83                      | Yevgeniy Fedorov (KAZ)  | 44e                     |
| 84                      | Hugo Houle (CAN)        | NP                      |
| 85                      | Davide Martinelli (ITA) | 88e                     |
| 86                      | Benjamin Perry (CAN)    | 60e                     |
| 87                      | Artyom Zakharov (KAZ)   | 36e                     |

| Jumbo-Visma TJV | Jumbo-Visma TJV            | Jumbo-Visma TJV |
| --------------- | -------------------------- | --------------- |
| Num             | Coureur                    | Pos             |
| 91              | David Dekker (NED)         | 27e             |
| 92              | Pascal Eenkhoorn (NED)     | 147e            |
| 93              | Olav Kooij (NED)           | 74e             |
| 94              | Christoph Pfingsten (GER)  | 99e             |
| 95              | Jos van Emden (NED)        | 113e            |
| 96              | Nathan Van Hooydonck (BEL) | 119e            |
| 97              | Maarten Wynants (BEL)      | 120e            |

| Lotto-Soudal LTS | Lotto-Soudal LTS         | Lotto-Soudal LTS |
| ---------------- | ------------------------ | ---------------- |
| Num              | Coureur                  | Pos              |
| 101              | Sébastien Grignard (BEL) | 110e             |
| 102              | Stefano Oldani (ITA)     | 65e              |
| 103              | Harry Sweeny (AUS)       | NP               |
| 104              | Gerben Thijssen (BEL)    | 155e             |
| 105              | Tosh Van der Sande (BEL) | 78e              |
| 106              | Brent Van Moer (BEL)     | 109e             |
| 107              | Florian Vermeersch (BEL) | 15e              |

| Intermarché-Wanty-Gobert Matériaux IWG | Intermarché-Wanty-Gobert Matériaux IWG | Intermarché-Wanty-Gobert Matériaux IWG |
| -------------------------------------- | -------------------------------------- | -------------------------------------- |
| Num                                    | Coureur                                | Pos                                    |
| 111                                    | Ludwig De Winter (BEL)                 | 89e                                    |
| 112                                    | Jasper De Plus (BEL)                   | AB                                     |
| 113                                    | Danny van Poppel (NED)                 | 63e                                    |
| 114                                    | Kévin Van Melsen (BEL)                 | 96e                                    |
| 115                                    | Boy van Poppel (NED)                   | 75e                                    |
| 116                                    | Riccardo Minali (ITA)                  | 79e                                    |
| 117                                    | Pieter Vanspeybrouck (BEL)             | 107e                                   |

| Cofidis COF | Cofidis COF             | Cofidis COF |
| ----------- | ----------------------- | ----------- |
| Num         | Coureur                 | Pos         |
| 121         | Elia Viviani (ITA)      | 9e          |
| 122         | Tom Bohli (SUI)         | 101e        |
| 123         | Simone Consonni (ITA)   | 40e         |
| 124         | Piet Allegaert (BEL)    | 106e        |
| 125         | Kenneth Vanbilsen (BEL) | 77e         |
| 126         | Fabio Sabatini (ITA)    | 76e         |
| 127         | Szymon Sajnok (POL)     | 130e        |

| Team DSM DSM | Team DSM DSM             | Team DSM DSM |
| ------------ | ------------------------ | ------------ |
| Num          | Coureur                  | Pos          |
| 131          | Cees Bol (NED)           | 7e           |
| 132          | Joris Nieuwenhuis (NED)  | 142e         |
| 133          | Alberto Dainese (ITA)    | 64e          |
| 134          | Nico Denz (GER)          | 151e         |
| 135          | Niklas Märkl (GER)       | 45e          |
| 136          | Martin Salmon (GER)      | 157e         |
| 137          | Andreas Leknessund (NOR) | 132e         |

| Groupama-FDJ GFC | Groupama-FDJ GFC            | Groupama-FDJ GFC |
| ---------------- | --------------------------- | ---------------- |
| Num              | Coureur                     | Pos              |
| 141              | Arnaud Démare (FRA) (route) | 29e              |
| 142              | Jake Stewart (GBR)          | 145e             |
| 143              | Alexys Brunel (FRA)         | AB               |
| 144              | Olivier Le Gac (FRA)        | 143e             |
| 145              | Fabian Lienhard (SUI)       | 108e             |
| 146              | Jacopo Guarnieri (ITA)      | 70e              |
| 147              | Ramon Sinkeldam (NED)       | 71e              |

| BikeExchange BEX | BikeExchange BEX          | BikeExchange BEX |
| ---------------- | ------------------------- | ---------------- |
| Num              | Coureur                   | Pos              |
| 151              | Alexander Konychev (ITA)  | 24e              |
| 152              | Alexander Edmondson (AUS) | 102e             |
| 155              | Jack Bauer (NZL)          | 51e              |
| 156              | Luka Mezgec (SLO)         | 32e              |
| 157              | Barnabás Peák (HUN)       | 94e              |

| Movistar Team MOV | Movistar Team MOV      | Movistar Team MOV |
| ----------------- | ---------------------- | ----------------- |
| Num               | Coureur                | Pos               |
| 161               | Gonzalo Serrano (ESP)  | 53e               |
| 162               | Imanol Erviti (ESP)    | 62e               |
| 163               | Gabriel Cullaigh (GBR) | 39e               |
| 164               | Juri Hollmann (GER)    | 61e               |
| 165               | Johan Jacobs (SUI)     | 67e               |
| 166               | Lluís Mas (ESP)        | 46e               |
| 167               | Sebastián Mora (ESP)   | AB                |

| Qhubeka Assos TQA | Qhubeka Assos TQA             | Qhubeka Assos TQA |
| ----------------- | ----------------------------- | ----------------- |
| Num               | Coureur                       | Pos               |
| 171               | Giacomo Nizzolo (ITA) (route) | 4e                |
| 172               | Bert-Jan Lindeman (NED)       | 92e               |
| 173               | Lasse Norman Leth (DEN)       | 112e              |
| 174               | Matteo Pelucchi (ITA)         | 93e               |
| 175               | Andreas Stokbro (DEN)         | 111e              |
| 176               | Max Walscheid (GER)           | 26e               |
| 177               | Łukasz Wiśniowski (POL)       | 123e              |

| Arkéa-Samsic ARK | Arkéa-Samsic ARK        | Arkéa-Samsic ARK |
| ---------------- | ----------------------- | ---------------- |
| Num              | Coureur                 | Pos              |
| 181              | Nacer Bouhanni (FRA)    | AB               |
| 182              | Daniel McLay (GBR)      | 17e              |
| 183              | Benjamin Declercq (BEL) | 81e              |
| 184              | Donavan Grondin (FRA)   | 57e              |
| 185              | Christophe Noppe (BEL)  | 127e             |
| 186              | Connor Swift (GBR)      | 66e              |
| 187              | Clément Russo (FRA)     | 11e              |

| Total Direct Énergie TDE | Total Direct Énergie TDE   | Total Direct Énergie TDE |
| ------------------------ | -------------------------- | ------------------------ |
| Num                      | Coureur                    | Pos                      |
| 191                      | Edvald Boasson Hagen (NOR) | 125e                     |
| 192                      | Damien Gaudin (FRA)        | 141e                     |
| 193                      | Geoffrey Soupe (FRA)       | 156e                     |
| 194                      | Florian Maitre (FRA)       | 133e                     |
| 195                      | Adrien Petit (FRA)         | 150e                     |
| 196                      | Dries Van Gestel (BEL)     | 50e                      |
| 197                      | Lorrenzo Manzin (FRA)      | 12e                      |

| Sport Vlaanderen-Baloise SVB | Sport Vlaanderen-Baloise SVB | Sport Vlaanderen-Baloise SVB |
| ---------------------------- | ---------------------------- | ---------------------------- |
| Num                          | Coureur                      | Pos                          |
| 201                          | Robbe Ghys (BEL)             | 136e                         |
| 202                          | Arne Marit (BEL)             | 21e                          |
| 203                          | Jens Reynders (BEL)          | 58e                          |
| 204                          | Fabio Van den Bossche (BEL)  | 139e                         |
| 205                          | Ruben Apers (BEL)            | 84e                          |
| 206                          | Jordi Warlop (BEL)           | 31e                          |
| 207                          | Sasha Weemaes (BEL)          | 104e                         |

| Bingoal-WB BWB | Bingoal-WB BWB                      | Bingoal-WB BWB |
| -------------- | ----------------------------------- | -------------- |
| Num            | Coureur                             | Pos            |
| 211            | Timothy Dupont (BEL)                | 5e             |
| 212            | Stanisław Aniołkowski (POL) (route) | 10e            |
| 213            | Laurenz Rex (BEL)                   | 95e            |
| 214            | Ludovic Robeet (BEL)                | 149e           |
| 215            | Joël Suter (SUI)                    | 138e           |
| 216            | Jonas Castrique (BEL)               | 97e            |
| 217            | Sean De Bie (BEL)                   | AB             |

| B&B Hotels p/b KTM BBK | B&B Hotels p/b KTM BBK | B&B Hotels p/b KTM BBK |
| ---------------------- | ---------------------- | ---------------------- |
| Num                    | Coureur                | Pos                    |
| 221                    | Jens Debusschere (BEL) | 56e                    |
| 222                    | Nicola Bagioli (ITA)   | 117e                   |
| 223                    | Bert De Backer (BEL)   | 118e                   |
| 224                    | Bryan Coquard (FRA)    | 140e                   |
| 225                    | Jérémy Lecroq (FRA)    | 13e                    |
| 226                    | Julien Morice (FRA)    | 131e                   |
| 227                    | Luca Mozzato (ITA)     | 148e                   |

| Uno-X Pro Cycling Team UXT | Uno-X Pro Cycling Team UXT  | Uno-X Pro Cycling Team UXT |
| -------------------------- | --------------------------- | -------------------------- |
| Num                        | Coureur                     | Pos                        |
| 231                        | Kristoffer Halvorsen (NOR)  | 18e                        |
| 232                        | Frederik Rodenberg (DEN)    | AB                         |
| 233                        | Niklas Larsen (DEN)         | NP                         |
| 234                        | Erik Nordsæter Resell (NOR) | 91e                        |
| 235                        | Anders Skaarseth (NOR)      | AB                         |
| 236                        | Rasmus Tiller (NOR)         | 90e                        |
| 237                        | Syver Wærsted (NOR)         | 124e                       |

| Vini Zabù THR | Vini Zabù THR            | Vini Zabù THR |
| ------------- | ------------------------ | ------------- |
| Num           | Coureur                  | Pos           |
| 241           | Andrea Di Renzo (ITA)    | 126e          |
| 242           | Roberto González (PAN)   | 54e           |
| 243           | Joab Schneiter (SUI)     | 105e          |
| 244           | Leonardo Tortomasi (ITA) | 85e           |
| 245           | Jan Petelin (LUX)        | 42e           |
| 246           | Wout van Elzakker (NED)  | AB            |
| 247           | Etienne van Empel (NED)  | 80e           |